# Cheyenne Wells
Cheyenne Wells – miasto w Stanach Zjednoczonych, w stanie Kolorado, siedziba administracyjna hrabstwa Cheyenne.